# 覺羅祥鼐
覺羅祥鼐（穆麟德轉寫：siyangnai；1747年—1782年），字仲调，号药圃，滿洲正藍旗人。清朝官員，同進士出身。

## 生平
乾隆三十一年（1766年）登第丙戌科三甲進士，年僅二十歲。乾隆三十一年，授工部主事；三十八年，工部员外郎；四十三年，吏部郎中。四十五年，直隸霸昌道。后歷任陝西布政使、直隸布政使等職。
曾作《酒帘诗》，有“送客船停枫叶岸，寻春人指杏花楼”句，聞名京師。与乾隆二十八年进士李調元相唱和。

## 家庭及关联
- 世祖多罗恪恭贝勒塔察篇古、(追)景祖翼皇帝(覺羅)覺昌安第五子。
- 世祖祜爾哈齊。
- 世祖阿世布。嫡妻戴佳氏，尼喀達之女。
- 太高祖穆成格，護軍叅領。嫡妻鈕祜祿氏，莽吉達爾堪之女。胞弟噶思哈，阵亡，授三等輕車都尉；嫡妻瓜爾佳氏，輕車都尉燕布理之女；其子副都統圖爾瑪。
- 高祖豁特，康熙九年授副都統，康熙十四年革職。嫡妻虎爾哈氏，佐領杭哈禮之女。胞弟扎蕃，騎都尉又一雲騎尉；阿蕃，左都御史，輕車都尉。
- 曾祖觉罗和起（又覺羅齡绮），头等侍卫。嫡妻瓜爾佳氏（父常鼐）。
- 祖覺羅納爾赛，刑部郎中。
- 父覺羅永清，雲骑尉。母富察氏（父正黄旗满洲、佐领翁果图；胞姊富察氏封乾隆帝之哲憫皇貴妃）。
- 胞叔覺羅嵩阿理（又嵩阿礼），刑部员外郎、凉州将军。妻郭佳氏（父正黄旗满洲、武英殿大学士伊尔根觉罗氏阿尔泰 (清朝)）。其子乾隆四十年（1775年）乙未科进士覺羅長麟。
- 妻巴雅拉氏，佐领西昌阿之女；[5]
- 姨母清高宗哲悯皇贵妃。
- 表姐清高宗皇次女。
- 表哥和碩定安亲王永璜。